# Akani
Akani je skupno ime za več etničnih skupin, ki govorijo skupne jezike na jugovzhodu Slonokoščene obale in na jugu Gane.
Akne, ki govorijo tvijske jezike in jih je danes okoli 2,300.000, sestavljajo v glavnem naslednje etnične skupine: Ašanti, Bavlejci in Fantijci.
Akani so dobri rokodelci. Ukvarjajo se z rezbarstvom in obdelavo brona.